# Tish (cantante)
Tish, pseudonimo di Tijana Borić (Teslić, 21 settembre 2000), è una cantautrice italiana di origine serba, nota per aver partecipato all'edizione 2018 di Amici di Maria De Filippi.

## Biografia
Nel 2019 ha partecipato nella diciottesima edizione del talent show “Amici di Maria De Filippi”, classificandosi in semifinale vincendo il premio Tim Music Award per la canzone più ascoltata nel programma Try to C.
Durante il programma esordisce con un EP intitolato TISH per Epic / Sony Music Italia.
A dicembre del 2021 pubblica Under The Dots, il suo primo album in italiano sempre per Epic / Sony Music Italia.
Ambasciatrice di GO! 2025 Nova Gorica - Gorizia, Capitale Europea della Cultura, ha partecipato attivamente a eventi sociali e girato video con contenuti per l’abbattimento dei confini.
Nel 2022 ha cominciato a collaborare e condividere i palchi insieme agli artisti sloveni attualmente più in voga.
Ha ricoperto spesso ruoli di immagine per eventi nella regione Friuli Venezia Giulia e nel ottobre 2019 tocca le città più importanti d'Italia con il suo primo tour di live.

## Discografia

### Album
- 2021 - Under the Dots

### EP
- 2019 - Tish

### Singoli
- 2019 - Casinò
- 2019 - You Make Me Vomit
- 2019 - Black and White
- 2019 - Try to C
- 2020 - Rido Male
- 2021 - Fu*ked up
- 2021 - Acido e Nutella

### Video musicali
- 2019 - Try to C
- 2020 - Rido Male
- 2021 - Fu*ked Up